# Ґоняче
Ґоняче (словен. Gonjače) — поселення в общині Брда, Регіон Горишка, Словенія. Висота над рівнем моря: 291,1 м.